# CHU-LIP
「CHU-LIP」（チューリップ）は、大塚愛の14枚目のシングル。2007年2月21日にavex traxよりリリースされた。DVD付きも同時発売。PV監督は石井"taka"貴英。初回限定盤にはステッカーが封入された。

## 解説
タイトルは植物の「チューリップ（tulip）」と「唇（lip）にチューすること」をかけたものである。
CDとDVD付きでジャケットが異なる。ジャケットの大塚のブロンドはウィッグである。また、チューリップの絵は大塚によるもの。
「『遺伝子』の『なぞ』」をテーマとしており、これは曲中でも歌われている。
この曲には南流石による振り付けがなされている。
PVにはダイノジが出演。
2007年の｢第58回NHK紅白歌合戦｣でこの曲を披露した。
2010年現在では自身のワンマンライブではほぼ定番の曲である。

## 収録曲
（全作詞・作曲：愛／編曲：愛×Ikoman）

### CD
1. CHU-LIP
TBS系列テレビドラマ「きらきら研修医」主題歌。4thオリジナルアルバム『LOVE PiECE』の9曲目に収録。
調はイ長調[3]。
2. キミにカエル。
3. CHU-LIP (Instrumental)
4. キミにカエル。 (Instrumental)

### DVD
1. CHU-LIP [Music Clip]

## 収録アルバム
- 『LOVE PiECE』（#1）
- 『LOVE is BEST』（#2）